# Exetastes aethiops
Exetastes aethiops là một loài tò vò trong họ Ichneumonidae.